# Ерих Фром
Ерих Фром (Франкфурт на Мајни, 23. март 1900 — Муралто, Тичино, 18. март 1980) био је немачки социјални психолог, психоаналитичар и хуманистички филозоф. Као немачки Јеврејин побегао је од нацистичког режима и настанио се у САД. Био је један од оснивача Института за психијатрију, психоанализу и психологију Вилијам Алансон Вајт у Њујорку.
Познат по својим популарним књигама о људској природи, етици и љубави, Фром је даље писао књиге о Карлу Марксу, покушавајући да опише своје друштвене перцепције човека и његове природе у својим економским расправама.
Повезан је с оним што је данас познато као Франкфуртска школа критичке теорије.

## Биографија
Ерих Фром рођен је 23. марта 1900. године у Франкфурту на Мајни, једино дете ортодоксних јеврејских родитеља, Росе (Краус) и Нафтали Фрома. Академске студије започео је 1918. године на Универзитету у Франкфурту на Мајни са два семестра правосуђа. Током летњег семестра 1919. године, Фром је студирао на Универзитету у Хајделбергу, где је започео студије социологије код Алфреда Вебера (брата познатијег социолога Макса Вебера), психијатра-филозофа Карла Јасперса и Хајнриха Рикерта. Фром је докторирао социологију у Хајделбергу 1922. Средином 1920-их обучавао се за психоаналитичара кроз психоаналитички санаторијум Фриде Рајхман у Хајделбергу. Венчали су се 1926., али су се убрзо након тога растали и развели 1942. Он је започео сопствену клиничку праксу 1927. Године 1930. придружио се Франкфуртском институту за друштвена истраживања и завршио психоаналитичку обуку.
Након што су нацисти преузели власт у Немачкој, Фром се преселио прво у Женеву, а затим, 1934. године, на Универзитет Колумбија у Њујорку. Заједно са Карен Хорнај и Харијем Стејком Саливаном, Фром припада нео-фројдовској школи психоаналитичког мишљења. И Хорнај и Фром су имали значајан утицај на туђе мишљење, при чему је Хорнај осветљавала неке аспекте психоанализе за Фрома, а овај за Хорнајеву социологију. Њихова веза је окончана крајем 1930 -их. Након напуштања Колумбије, Фром је 1943. помогао у формирању њујоршке подружнице Вашингтонске школе психијатрије, а 1946. суоснивач је Института за психијатрију, психоанализу и психологију Вилијам Алансон Вајт. Био је на факултету Бенингтон Колеџ од 1941. до 1949. године, а држао је курсеве на Новој школи за друштвена истраживања у Њујорку од 1941. до 1959. године.
Када се Фром преселио у Мексико Сити 1950., постао је професор на УНАМ („Национални Аутономни Универзитет Мексика“) и основао психоаналитички одел у медицинској школи. Поучавао је на УНАМ-у до пензије 1965. У међувремену је, као професор, предавао психологију на државном свеучилишту Мичигена од 1957. до 1961., а као помоћни професор психологије на оделу Уметности и науке њујоршког универзитета после 1962. године. Фром се преселио у Муралто, Швајцарска, 1974. и умро у свом дому 1980., пет дана пре свог осамдесетог рођендана. Све време је имао своју клинику и издавао серију књига.
Фром је наводно био атеиста, али је описао своју позицију као "нетеистички мистицизам".

## Психолошка теорија
Почевши од свог првог дела 1941. године, „Бег од слободе“ (у Британији познатог као „Страх од слободе“), Фромови списи су били запажени колико својим социјалним и политичким коментарима, тако и филозофским и психолошким основама. Заправо, на "Бекство од слободе" гледа се као на једно од оснивачких дела политичке психологије. 
Његово друго важно дело, "Човек за себе: Истраживање психологије етике", објављено први пут 1947. године, наставило је и обогатило идеје "Бекства из слободе". Заједно, ове књиге су изнеле Фромову теорију људског карактера, која је била природни изданак Фромове теорије људске природе. Фромова најпопуларнија књига била је Умеће Љубави, међународни бестселер објављен први пут 1956. године, који је рекапитулирао и допунио теоријске принципе људске природе пронађене у "Escape from Freedom and Man for Himself" - принципи који су ревидирани у многим другим Фромовим главним делима.
Његово тумачење Талмуда и хасидизма било је централно за Фромов поглед на свет. Талмуд је почео да проучава као младић под вођством рабина Ј. Хоровица, а касније под рабином Салманом Барухом Рабинковом, хабадом Хасидом. Док је радио на докторату социологије на Универзитету у Хајделбергу,  Фром је такође студирао код Нехемије Нобел и Лудвига Краусеа током студија у Франкфурту. Фромов деда и два прадеда с очеве стране били су рабини, а ујак с мајчине стране био је запажени талмудиста. Међутим, Фром се 1926. окренуо од ортодоксног јудаизма ка секуларним тумачењима библијских идеала.
Камен темељац Фромове хуманистичке филозофије је његово тумачење библијске приче о изгнанству Адама и Еве из рајског врта. Ослањајући се на своје знање о Талмуду, Фром је истакао да се способност разликовања добра и зла обично сматра врлином, али да библијски научници генерално сматрају да су Адам и Ева згрешили непоштовањем Бога и јелом са Дрвета знања. Међутим, одмичући се од традиционалне верске ортодоксности, Фром је уздизао врлине људи који предузимају независне акције и користе разум за утврђивање моралних вредности, уместо да се придржавају ауторитарних моралних вредности.
Поред једноставне осуде ауторитарних система вредности, Фром је користио причу о Адаму и Еви као алегоријско објашњење за људску биолошку еволуцију и егзистенцијалну тескобу, тврдећи да када су Адам и Ева јели са Дрвета знања, постали су свесни да су одвојени из природе док су још увек део ње. Због тога су се осећали „голи“ и „посрамљени“: еволуирали су у људска бића, свесни себе, своје смртности и своје немоћи пред силама природе и друштва, и више нису сједињени са универзумом каквим су били у њиховом инстинктивном, прељудском постојању као животиње. 
Према Фрому, свест о раздвојеном људском постојању извор је кривице и срама, а решење ове егзистенцијалне подвојености налази се у развоју нечије јединствене људске моћи љубави и разума. Међутим, Фром је свој концепт љубави разликовао од непромишљених популарних схватања, као и од фројдовске парадоксалне љубави.
Фром је љубав сматрао међуљудском креативном способношћу, а не емоцијом, и разликовао је ту креативну способност од различитих облика нарцисоидних неуроза и садо-мазохистичких тенденција које се обично држе као доказ „истинске љубави“. Заиста, Фром је доживљавао искуство „заљубљивања“ као доказ нечијег неразумевања праве природе љубави, за коју је веровао да увек има заједничке елементе бриге, одговорности, поштовања и знања. Црпећи се из свог знања о Тори, Фром је указао на причу о Јони, који није желео да спаси становнике Ниниве од последица њиховог греха, као доказ свог уверења да квалитети бриге и одговорности углавном недостају код већине људи. Фром је такође тврдио да је мало људи у савременом друштву поштовало аутономију својих ближњих, а још мање објективно знање о томе шта су други људи заиста желели и требали.
Фром је веровао да је слобода аспект људске природе који или пригрлимо или му побегнемо. Приметио је да је прихватање наше слободе воље здраво, док је бежање од слободе коришћењем механизама бекства корен психолошких сукоба. Фром је изнео три најчешћа механизма бекства:
- Аутоматска усаглашеност: промена нечијег идеалног себе како би се прилагодио перцепцији преферираног типа личности, губећи истинско ја у процесу; Конформност аутомата помера терет избора са себе на друштво;
- Ауторитарност: давање контроле другима. Подношењем своје слободе неком другом, овај чин уклања слободу готово у потпуности.
- Деструктивност: сваки процес који покушава да елиминише друге или свет у целини, све да би избегао слободу. Фром је рекао да је „уништавање света последњи, готово очајнички покушај да се спасиш од тога да те не сломи“.[9]

Реч биофилију често је користио као опис продуктивне психолошке оријентације и „стања постојања“. На пример, у додатку својој књизи "Срце човека", Фром је написао као део своје хуманистичке вероисповести:
| „ | Верујем да човек који бира напредак може да пронађе ново јединство развојем свих својих људских сила које се производе у три оријентације. Оне се могу представити одвојено или заједно: биофилија, љубав према човечанству и природи и независност и слобода. | ” |

Ерих Фром претпоставио је осам основних потреба:
| Потреба                   | Дескрипција |
| ------------------------- | --- |
| Трансценденција           | Бачени у свет без њиховог пристанка, људи морају превазићи своју природу уништавањем или стварањем људи или ствари. Људи могу да уништавају свет злоћудном агресијом или убијањем из разлога који нису преживљавање, али такође могу стварати и бринути о својим креацијама.                                                                                 |
| Укорењеност               | Укорењеност је потреба да се успоставе корени и да се поново осећамо као код куће у свету. Укорењеност нам продуктивно омогућава да прерастемо уз сигурност мајке и успоставимо везе са спољним светом. Са непродуктивном стратегијом постајемо фиксирани и плашимо се да пређемо даље од сигурности и сигурности своје мајке или мајке која замењује мајку. |
| Осећај идентитета         | Нагон за осећајем идентитета изражава се непродуктивно као усклађеност са групом, а продуктивно као индивидуалност. |
| Оријентациони оквир       | Разумевање света и нашег места у њему |
| Ексцитација и стимулација | Амбиција и кретање према циљу, а не пасивно једноставно одговарање |
| Јединство                 | Осећај јединства између једне особе и „природног и људског света споља“. |
| Ефективност               | Потреба за осећајем успеха |

Фромова теза о „Бекству од слободе“ представљена је у следећем пасусу. „Индивидуализовани човек“ на кога се реферирао Фром је човек лишен „примарних веза“ припадности (тј. природе, породице итд.), Такође изражених као „слобода од“:
| „ | Само је једно продуктивно решење односа индивидуализованог човека са светом: његова активна солидарност са свим људима и његова спонтана активност, љубав и рад, који га поново спајају са светом, не примарним везама већ као слободан и независни појединац.... Међутим, ако економски, социјални и политички услови не нуде основу за остварење индивидуалности у управо поменутом смислу, док су у исто време људи изгубили оне везе које су им пружале сигурност, ово заостајање чини слободу неподношљивим теретом. Тада постаје идентичан сумњи, са врстом живота којем недостају смисао и смер. Појављују се моћне тенденције бежања од ове врсте слободе у потчињавање или некакав однос према човеку и свету који обећава ослобађање од неизвесности, чак и ако лишава појединца његове слободе. | ” |

## Пет основних оријентација
У својој књизи "Човек за себе", Фром је говорио о „оријентацији карактера“. Своју теорију карактера разликује од Фројдове фокусирајући се на два начина на која се појединац односи према свету. Фројд је карактер анализирао у смислу организације либида, док Фром каже да се у процесу живљења ми повезујемо са светом тако што: 1) стичемо и асимилирамо ствари - „асимилација“ и 2) реагујемо на људе - „социјализација“. Фром је тврдио да ова два начина односа са светом нису инстинктивни, већ одговор појединца на посебне околности његовог или њеног живота; такође је веровао да људи никада нису искључиво једна врста оријентације. Ова два начина повезивања са животним околностима доводе до основних карактерних оријентација.
Фром наводи четири врсте непродуктивне оријентације карактера, коју је назвао рецептивном, експлоатацијском, гомилањем и маркетингом, и једну позитивну оријентацију карактера, коју је назвао продуктивном. 
Рецептивне и експлоатационе оријентације су у основи како се појединац може односити према другим људима и својства су социјализације карактера. Оријентација гомилања особина је стицања и асимилације материјала / драгоцености. Маркетиншка оријентација настаје као одговор на људску ситуацију у модерној ери. Тренутне потребе тржишта одређују вредност. То је релативистичка етика. Супротно томе, производна оријентација је објективна етика. Упркос егзистенцијалним борбама човечанства, сваки човек има потенцијал за љубав, разум и плодоносан рад у животу. Фром пише: "Парадокс је људског постојања да човек мора истовремено тражити блискост и независност; јединство са другима и истовремено очување своје јединствености и посебности... Одговор на овај парадокс - и моралним проблемима човека - је продуктивност“.

## Фромов утицај на друге истакнуте психологе
Фромове четири непродуктивне оријентације биле су предмет валидације психометријским тестом, The Person Relatedness Test, др Елијас Х. Портера, у сарадњи са Карлом Роџерсом, докторатом на Саветодавном центру Универзитета у Чикагу између 1953. и 1955. Фромове четири непродуктивне оријентације су такође послужиле као основа за ЛИФО тест. Фром је такође утицао на своју студенткињу Сали Л. Смит која је постала оснивач две велике научне школе.

## Фројдова критика
Фром је опширно испитивао живот и дело Зигмунда Фројда. Фром је идентификовао несклад између ране и касније фројдовске теорије: наиме, пре Првог светског рата, Фројд је људске нагоне описивао као напетост између жеље и репресије, али након завршетка рата почео је уоквиривање људских нагона обликовати као борбу између биолошки универзалних нагона Живота и Смрти (Ерос и Танатос). Фром је оптужио Фројда и његове следбенике да никада нису признали контрадикције између две теорије.
Фром је такође критиковао Фројдово дуалистичко размишљање. Према Фрому, фројдовски описи људске свести као борбе између два пола били су уски и ограничавајући. Фром је такође осудио Фројда као женомрсца који није у стању да размишља изван патријархалног миљеа с почетка 20. века у Бечу. Међутим, упркос овим критикама, Фром је ипак изразио велико поштовање према Фројду и његовим достигнућима. Фром је тврдио да је Фројд био један од „архитекти модерног доба“, заједно са Албертом Ајнштајном и Карлом Марксом, али је нагласио да је Маркса сматрао много историјски важнијим од Фројда и финим мислиоцем.

## Политичке идеје и активности
Фромово најпознатије дело, "Бекство од слободе", усредсређено је на људски порив за тражењем извора власти и контроле по постизању слободе за коју се сматрало да је истинска жеља појединца. Фромова критика модерног политичког поретка и капиталистичког система довела га је до тражења увида из средњовековног феудализма. У бекству од слободе пронашао је вредност у недостатку индивидуалне слободе, круте структуре и обавеза које се захтевају од чланова средњовековног друштва:
| „ | Оно што карактерише средњовековно за разлику од модерног друштва је недостатак индивидуалне слободе... Али у целини човек није био слободан у модерном смислу, нити је био сам и изолован. Имајући јасно, непроменљиво и неупитно место у друштвеном свету од тренутка рођења, човек је био укорењен у структурираној целини, па је стога живот имао значење које није остављало место и није било потребе за сумњом... Било је сразмерно мало конкуренције. Један је рођен у одређеном економском положају који је гарантовао егзистенцију одређену традицијом, баш као што је носио економске обавезе према вишим у друштвеној хијерархији. | ” |

Врхунац Фромове социјалне и политичке филозофије била је његова књига Здраво друштво, објављена 1955. године, која се залагала за хуманистички и демократски социјализам. Надовезујући се првенствено на раним делима Карла Маркса, Фром је покушао да поново нагласи идеал слободе, који недостаје већини совјетског марксизма и чешће се налази у списима слободарских социјалиста и либералних теоретичара. Фромов бренд социјализма одбацио је и западни капитализам и совјетски комунизам, које је сматрао дехуманизирајућим и који су резултирали практично универзалним модерним феноменом отуђења. Постао је један од оснивача социјалистичког хуманизма, промовишући рана Марксова писања и његове хуманистичке поруке америчкој и западноевропској јавности.
| „ | Социјализам је супротно оном што људи мисле да јесте. Циљ социјализма јесте производња ради користи, а не ради капитала. | ” |

Почетком шездесетих година, Фром је објавио две књиге које се баве марксистичком мишљу (Марксов концепт човека и Изван ланаца илузије: Мој сусрет са Марксом и Фројдом). 1965. године, радећи на подстицању западне и источне сарадње између марксистичких хуманиста, Фром је објавио серију чланака под насловом Социјалистички хуманизам: међународни симпозијум. Америчко удружење хуманиста прогласило га је 1966. године хуманистом године.
Извесно време, Фром је такође био активан у америчкој политици. Средином педесетих придружио се Социјалистичкој партији Америке и дао је све од себе да им помогне да пруже алтернативно гледиште макартијским трендовима у неким америчким политичким мислима. Ово алтернативно становиште најбоље је изражено у његовом раду из 1961. године May Man Prevail? An Inquiry into the Facts and Fictions of Foreign Policy. Међутим, као суоснивач САНЕ-а, Фромов најјачи политички активизам био је у међународном мировном покрету, борећи се против трке нуклеарног наоружања и америчког учешћа у Вијетнамском рату. Након што је подржао изгубљену кандидатуру сенатора Еугена Мекартија за демократску председничку номинацију, Фром се више-мање повукао са америчке политичке сцене, иако је 1974. написао рад под насловом Remarks on the Policy of Détente за саслушање које је одржао амерички Сенатски комитет за спољне послове. Фрому је 1979. године додељена награда Нели Шац.

## Критика
У Еросу и цивилизацији, Херберт Маркузе је критичан према Фрому: У почетку је био радикални теоретичар, али се касније окренуо конформизму. Маркузе је такође приметио да су Фром, као и његове блиске колеге Саливан и Карен Хорнај, уклонили Фројдову теорију либида и друге радикалне концепте, што је на тај начин свело психоанализу на сет идеалистичке етике, која прихвата само статус кво. 
Фромов одговор, и у The Sane Society и у The Anatomy of Human Destructiveness тврди да Фројд заиста има значајне заслуге за препознавање централне важности несвесног, али и да је тежио да исправи сопствене концепте који су приказивали сопство као пасивни исход инстинкта и друштвене контроле, са минималном вољом или променљивошћу. 
Фром тврди да су каснији научници попут Маркузеа прихватили ове концепте као догму, док социјална психологија захтева динамичнији теоријски и емпиријски приступ. Позивајући се на Фромов левичарски политички активизам као јавног интелектуалца, Ноам Чомски је рекао „Свидели су ми се Фромови ставови, али сматрао сам да је његово дело прилично површно."

## Дела
- Бекство од слободе, Нолит, Београд, 1978.
- Човек за себе, Напред, Загреб, 1980.
- Здраво друштво, Рад, Београд, 1983.
- Психоанализа и религија, Народна књига - Алфа, Београд, 1998.
- С оне стране окова и илузија, Филип Вишњић, Београд, 1989.
- Умеће љубави, БИГЗ, Београд, 1993.
- Умеће живљења, Моно и Мањана, Београд, 2008.
- Зен-будизам и психоанализа, Нолит, Београд, 1977.
- Мисија Зигмунда Фројда, Графос, Београд, 1985.
- Марксово схватање човека, Графос, Београд, 1979.
- Револуција наде: за хуманизацију технике, Графос, Београд, 1980.
- Анатомија људске деструктивности, Напред, Загреб, 1980.
- Имати или бити, Народна књига - Алфа, Београд, 1998.
- Умеће слушања, Космос издаваштво, Београд 2015.

## Цитати
- Љубав према беспомоћном, љубав према сиромашном и странцу, почетак су братске љубави.
- Богат није онај ко пуно има већ ко пуно даје.
- Љубав није примарно однос према одређеној особи; то је став, оријентација бића према свету као целини, не према једном објекту љубави.
- Само је особа која има вере у себе у стању да буде верна другима.
- Себичне особе нису способне да воле друге, али исто тако нису способне ни да воле себе саме.
- Љубав није резултат сексуалног задовољења, већ је сексуално задовољење резултат љубави.
- У прошлости је постојала опасност да људи постану робови. Опасност будућности јесте да људи не постану роботи. Истина је да се роботи не буне.

- Право на изражавање мишљења значајно је једино ако смо у стању да имамо властито мишљење.
- Љубав је једини разуман и задовољавајући одговор на проблем људске егзистенције.
- Без вере човек постаје стерилан, без наде и устрашен до крајње дубине свога бића.
- Жудња за моћи нема корен у снази, него у слабости.
- Ако сам ја оно што имам и ако онда изгубим то што имам, ко сам онда ја?
- Човек не продаје само робу, већ и самог себе.
- Мајчина љубав је мир. Не треба је достизати, треба је заслужити.[19]